# Mardi Gras
Mardi Gras ([mɑrdiɡrɑː]; deutsch Fetter Dienstag; italienisch Martedì Grasso; englisch Fat Tuesday) ist die französische Bezeichnung für den Karnevalsdienstag, den letzten Tag des – vor allem in katholisch bevölkerten Gebieten – gefeierten Karnevals vor dem Aschermittwoch, dem Beginn der österlichen Fastenzeit.

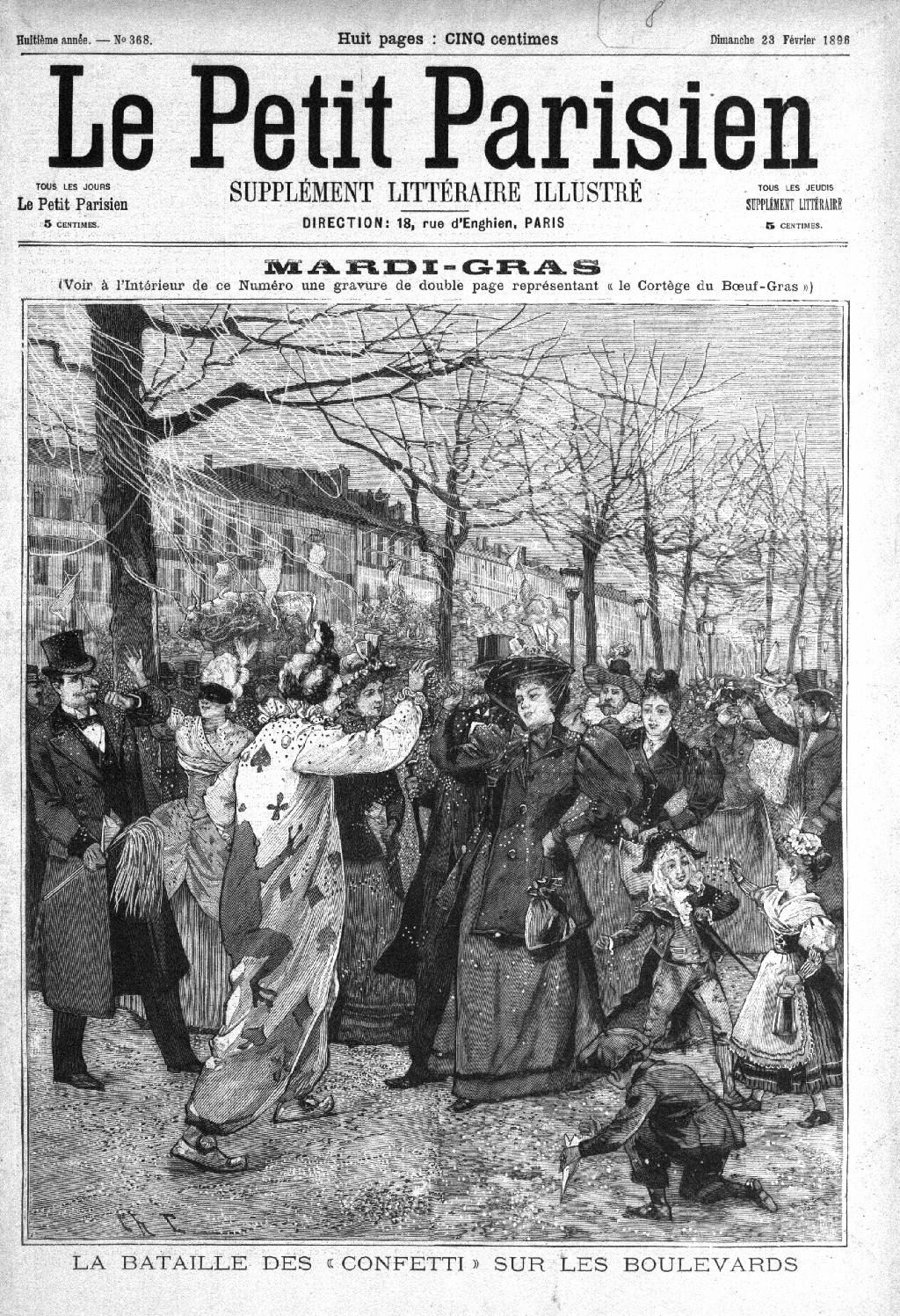
Grafik über den Pariser Karneval: La Bataille des ‚Confetti‘ sur les boulevards („Die Konfetti-Schlacht auf den Straßen“), 1896

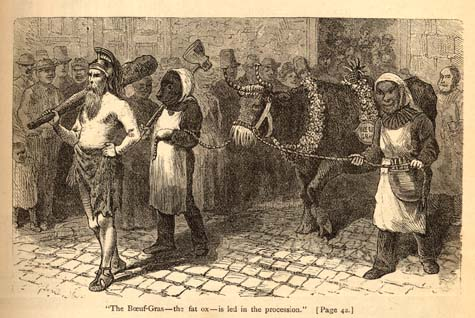
Die Prozession mit dem Bœuf-Gras („Fetten Ochsen“) in New Orleans, 1875

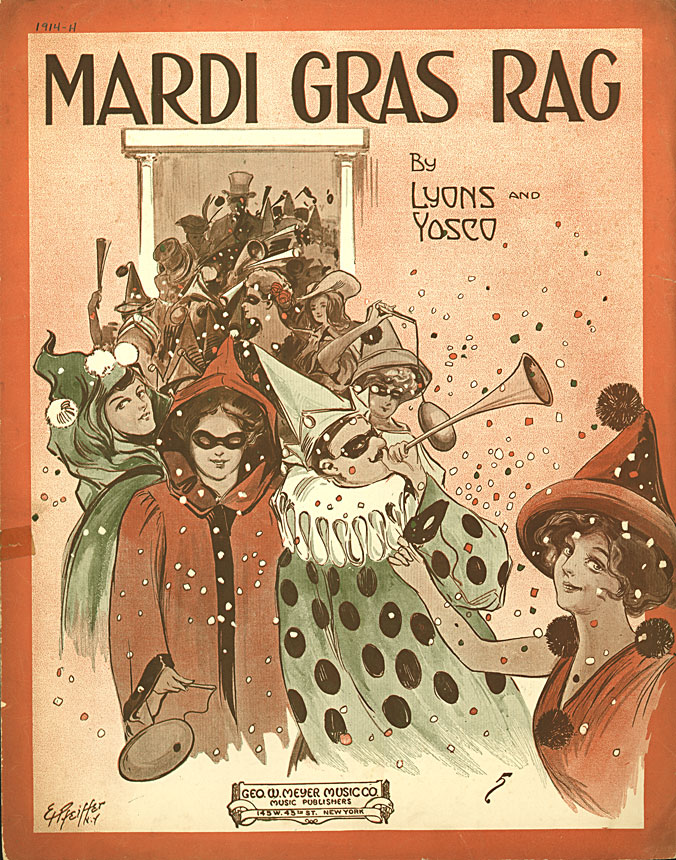
Noten-Deckblatt zum englischen Mardi Gras Rag von George Lyons und Bob Yosco aus dem Jahr 1914

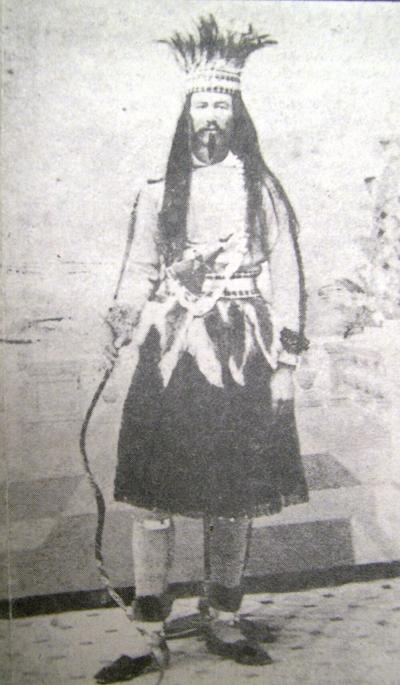
Joe Cain als Chickasaw-Häuptling Slacabamorinico, vor 1879

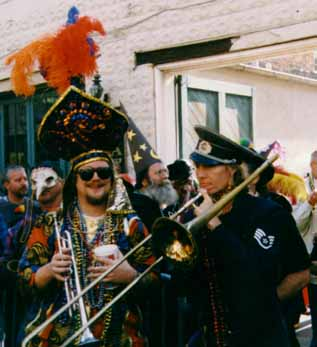
Kostümierte Musiker beim Mardi Gras 1997 in New Orleans

Er markiert das Finale der semaine des sept jours gras („Woche der sieben fetten Tage“), und es finden  an diesem Tag viele Karnevalsfeiern statt. Im Englischen wurde der Begriff – ausgehend von den USA – auch zu einem Synonym für die Karnevalszeit an sich, Mardi Gras Season genannt. Im Speziellen werden mit dem Begriff heute vor allem die Feierlichkeiten in New Orleans und Mobile (Alabama) verbunden.

## Geschichte
In die USA kam die Tradition des Mardi Gras vor allem durch französischstämmige Katholiken. Pierre Le Moyne d’Iberville und sein Bruder Jean-Baptiste Le Moyne de Bienville wurden entsandt, um die Rechte Frankreichs im damals als Louisiana bezeichneten Gebiet zu wahren, das Teile der heutigen Bundesstaaten Alabama, Mississippi und Louisiana umfasste. Die von Iberville angeführte Expedition erreichte die Mündung des Mississippi River am 2. März 1699, dem Rosenmontag. Sie fuhren stromaufwärts, bis sie einen Punkt erreichten, wo ein kleiner Nebenfluss einmündete (knapp 100 Kilometer stromabwärts vom heutigen New Orleans) und schlugen ihre Zelte auf. Dies war am 3. März 1699, dem Mardi Gras. So nannte Iberville den Ort Point du Mardi Gras („Punkt des Mardi Gras“) und den Nebenfluss Bayou Mardi Gras („Fluss Mardi Gras“).

### Mobile
1700 kam es am Mobile River zu Auseinandersetzungen zwischen der indigenen Bevölkerung und Kolonisten. Es folgte eine Kriegserklärung, französische Truppen wurden geholt und es kam über mehrere Jahre zu Kämpfen ohne klare Gewinner. Die französischen Kolonisten schrieben über ihre Sehnsucht nach daheim und über das Begehen des Mardi Gras mit Feiern und Singen. Bienville wurde 1701 Gouverneur und 1702 gründete er Fort Louis de la Louisiane bzw. Fort Louis de la Mobile und die dahinterliegende Stadt Mobile, 43 km von der Mündung entfernt. Mobile war die Hauptstadt, bis die Stadt wegen Überflutungen und Krankheiten 1711 an den Ort des heutigen Mobile in Alabama verlegt wurde.
1703 wurde dort erstmals der Mardi Gras gefeiert. 1704 wurde die Mystic society („Mystische Gesellschaft“, Karnevalsgesellschaft in Mobile) als Societé de Saint Louis von französischen Soldaten im Fort Louis de la Mobile gegründet. Im selben Jahr fand der erste Masque de la Mobile („Maskenball von Mobile“) statt, der bis 1709 abgehalten wurde. 1710 feierte die Societé de Saint Louis erstmals den Bœuf Gras („Fetter Ochse“), was der Beginn der Bœuf Gras Society war. Im Jahr darauf hielt diese Gesellschaft die erste kleine Parade ab.
1720 wurde Biloxi (Mississippi) die Hauptstadt des damaligen Louisiana und 1723 schließlich New Orleans. 1763 kam Mobile unter britische Kontrolle, und 1780 wurde es während der Amerikanischen Revolution von den Spaniern erobert. 1793 hielten die Spanish Mystics in der zwölften Rauhnacht vom 5. auf den 6. Januar eine Art Fackelparade ab. Gegenüber den Festen in New Orleans war diese Parade geordnet und gut organisiert. 1813 wurde Mobile eine Stadt der Vereinigten Staaten im Mississippi Territory, 1817 wurde es Teil des Alabama Territory und 1819 wurde Alabama ein Bundesstaat.
In der aus England stammenden anglikanischen und episkopalen Tradition wird der Karnevalsdienstag als Shrove Tuesday („Beicht-Dienstag“) begangen. Die Zeit vor der Fastenzeit wurde mit dem Verzehr von nahrungsreichem Essen begangen und es wurde alles Fett aufgebraucht und Pancakes gebacken, weshalb der Tag auch Pancake Day genannt wird.
In der Neujahrsnacht von 1829 auf 1830 feierte Michael Krafft, ein in Mobile wohnender niederländischer Aussiedler aus Pennsylvania, mit einigen Freunden in einem Restaurant. Nach dem Essen „borgten“ sich die Beschwipsten einige landwirtschaftliche Geräte, die vor einem Eisenwarengeschäft standen. Sie paradierten dann mit Kuhglocken, Rechen und Hauen durch die Straßen der Stadt. Daraus entstand die organisierte Mystic Society namens Cowbellion de Rakin Society, die ab 1831 die Paraden jeweils in der Neujahrsnacht abhielt.
In den ersten zehn Jahren paradierten sie zu Fuß mit wenigen Festwagen. 1835 berichtete eine Zeitung, dass die Cowbellion de Rakin Society aus Mobile durch die Straßen von New Orleans paradierte. 1839 starb Michael Krafft in Pascagoula (Mississippi). Im Jahr darauf präsentierte die Cowbellions ihr erstes thematisches Festzugsbild. Es basierte auf mythologischen Themen und enthielt Festwagen, Musikkapellen und Pferde. Eine Gruppe junger Emporkömmlinge, denen nicht gestattet wurde, bei den nobleren Cowbellions mitzumachen, gründeten die Strikers Independent Society, die zweite Mystic Organization in Mobile.
1846 folgte mit The Tea Drinkers die dritte Gemeinschaft. 1852 hielten die Cowbellions ihren ersten Ball ab, andere Mystic Societies bildeten sich und die Karnevalssession wurde allmählich bis zum Dienstag erweitert. Bewohner aus Mobile, die nach New Orleans gezogen waren, gründeten dort 1856 ihre eigene Cowbellion-Gesellschaft. Eine Gruppe von Cowbellions und Strikers half 1857 einigen Leuten aus New Orleans, dort eine weitere Gemeinschaft zu gründen. Dabei wurde erstmals der Begriff krewe verwendet. Im Jahr 1865 hielten die Cowbellions schließlich ihre letzte Parade ab.
Während des Sezessionskrieges (1861–1865) wurde die Parade nicht jedes Jahr abgehalten. 1866, noch während Mobile von den Unionstruppen besetzt war, paradierte Joseph Stillwell Cain (Joe Cain, 1832–1904) am Dienstag vor Aschermittwoch als fiktiver Chickasaw-Häuptling namens Slacabamorinico, kurz Old Slac, durch die Stadt. Die Verkleidung war eine Verunglimpfung der Unionstruppen, welche die Chickasaw nie besiegen konnten. Im folgenden Jahr (1867) gesellten sich 16 Kriegsveteranen mit improvisierten Kostümen dazu, und sie zogen mit einem dekorierten Kohlenwagen durch die Stadt, spielten auf Trommeln und Hörnern.
Die Gruppe wurde Lost Cause Minstrels („Spielmänner des verlorenen Streits“) genannt. Dies ist der Ursprung der Parade von The Order of Myths am Karnevalsdienstag. Cain gilt als vielgeehrter Erneuerer des Mardi Gras mit Paraden während des Tages am Karnevalsdienstag, heute dauern die Veranstaltungen zwei Wochen. 1966 wurde sein Grab und das seiner Frau von Bayou La Batre auf den Friedhof Church Street Graveyard nach Mobile verlegt.
Julian Lee „Judy“ Rayford marschierte 1967 am Sonntag vor Karnevalsdienstag an der Spitze eines Jazz-Begräbniszugs zum Grab. Damit wurde die Tradition des Joe Cain Day begründet. Im Zentrum steht seit 1968 die Joe Cain Parade, die auch als The People’s Parade bekannt ist, da sie von allen Bürgern gestaltet wird und nicht von einer speziellen Krewe. Ursprünglich konnte jeder daran teilnehmen, der am Sonntagmorgen am Ausgangspunkt erschien. Da sie immer größer und chaotischer wurde, musste irgendwann die Teilnehmeranzahl begrenzt werden.
Vor der Parade besucht die 1974 gegründete Frauengesellschaft Cain’s Merry Widows in schwarzen Trauerkleidern mit Schleier die Grabstelle, legt einen Kranz nieder und jammert über ihren „verstorbenen Ehemann“. Danach wandert sie zu seinem ehemaligen Haus in der Augusta Street, um einen Toast auszusprechen und eine Lobrede über ihren „geliebten Joe“ zu halten. Währenddessen streiten sie sich kontinuierlich darüber, welche Witwe seine Favoritin war. Zum Schluss führt sie die Parade an.
Die De Leon Carnival Association krönte mit Daniel E. Huger als Felix I. 1872 den ersten Regenten. Es begann sich auch die Mobile Carnival Association (MCA) zu organisieren. In New Orleans erstmals vorkommende Karnevalsfarben, -lieder und -fahnen wurden bald in Mobile adaptiert. 1883 formierte sich die Excelsior Band, um Slacabamorinico bei seiner jährlichen Parade zu folgen. Die Band spielte bis 2001 und musste dann aus finanziellen Gründen aufhören. 1890 veranstaltete mit den Mobile Women Mystics die erste Frauengesellschaft ihren ersten Karnevalsball.
1892 wurden auf der Königsparade die Bedeutungen der Karnevalsfarben kundgetan. Violett steht für Gerechtigkeit, Gold für Kraft und Grün für Vertrauen/Glauben. Ethel Hodgson wurde 1893 zur ersten Königin ernannt. 1894 hielt der Order of the Doves („Orden der Tauben“), die erste schwarze Karnevalsgesellschaft, ihren ersten Ball ab. 1898 krönte eine zweite Karnevalsgesellschaft Felix II., und 1899 wurde zum kältesten Mardi Gras mit etwa minus 10 Grad. Wegen der Temperaturen verschob die Krewe of Proteus ihre Parade auf den ersten Freitag in der Fastenzeit.
Während des Ersten Weltkriegs wurden fast alle Karnevalsaktivitäten eingestellt: nur einige wenige Bälle wurden abgehalten; bis 1920 war alles eingestellt worden. Von 1927 an bis heute wird von der MCA der Prinz Karneval Felix III. gekrönt. 1940 wurde der König Elexis I. genannt. Aus der Organisation wurde später die Mobile Area Mardi Gras Association (MAMGA), aus dem Bürgermeister der Grand Marshal. Nach dem Kriegseintritt der USA im Zweiten Weltkrieg wurden von 1942 bis 1945 keine Paraden, aber einige wenige Feierlichkeiten abgehalten.
Nachdem A. S. May die Zulu-Parade in New Orleans gesehen hatte, gründete er in Mobile den Knights of May Zulu Club, eine Gemeinschaft von Afroamerikanern, und hielt 1938 die erste schwarze Parade in Mobile ab. Im Jahr darauf bildeten sich mehrere schwarze Organisationen. Die Mobile Colored Carnival Association ernannte einen König und eine Königin und wählte den Mayor of Colored Mobile („Bürgermeister des farbigen Mobile“). 1947 kritisierte die Mobile Colored Carnival Association die Zulu-Auftritte als würdelos.
Ihr langjähriger Präsident W. L. Russell sagte, dass der Jitterbug nicht bei seinem Krönungsball der Königin getanzt werden dürfe und während der Parade kein Blackface-Makeup erlaubt sei. Johnie J. Smith, alias König Zulu, interessierte sich nicht für solche Argumente. Dieser nicht ernstgenommene Konflikt war Zeichen der sich verändernden Selbstwahrnehmung der Schwarzen. In Mobile hielt die Zulu-Gilde 1952 ihre letzte Parade ab. 1961, 14 Jahre nach diesem ersten Konflikt, begann die New Orleanser Krewe of Zulu auseinanderzugehen, sie wurde von der Bürgerrechtsbewegung fast ausradiert, da ihr Vaudeville-Stil in Konflikt mit der modernen Gesellschaft stand.